# Helyett (wielerploeg)
Helyett was een Franse wielerploeg die bestond van 1932 tot 1961. De ploeg werd gesponsord door het gelijknamige fietsenmerk Helyett en als bandensponsor was Hutchinson gedurende vele jaren co-sponsor. De ploeg reed rond in een typisch groene trui met een witte sponsorband.

## Geschiedenis
Voor 1932 waren er al renners die op de piste reden met fietsen gesponsord door Helyett daarnaast organiseerde ze ook de GP Helyett. In 1932 werd voor het eerst een profploeg opgericht onder leiding van André Trialoux. In de beginjaren kende de ploeg succes met René Vietto die Parijs-Nice won in 1935, en in 1939 ook een tijdje de gele trui droeg maar die moest hij afgeven aan Sylvère Maes. Andere overwinningen waren er voor de Belg Adolf Braeckeveldt die in 1937 de Ronde van België en de Waalse Pijl won. Door de Tweede Wereldoorlog werd de ploeg afgebouwd van 65 renners voor de oorlog naar 5 renners in 1945 en moest na de oorlog nagenoeg helemaal opnieuw opgebouwd worden.
De jaren na de oorlog stonden er maar enkele renners op de loonlijst van Helyett, waaronder de Belg Lucien Acou. Vanaf 1949 groeide de ploeg weer en had men opnieuw meer dan tien renners. Begin jaren 1950 kreeg de ploeg echter opnieuw problemen en had soms maar een enkele of zelfs geen enkele renner in koers. In 1956 keerde Helyett terug met een voltallige ploeg met grote namen als Jacques Anquetil, Seamus Elliott en Jean Stablinski. In 1961 stopte de ploeg nadat hoofdsponsor Helyett sponsor werd bij de Saint-Raphaël-ploeg.

## Belangrijkste overwinningen

### Baanwielrennen
- Olympisch kampioen sprint: Michel Rousseau (1956)
- Wereldkampioen sprint: Michel Rousseau (1958)
- Zesdaagse van Parijs: Jacques Anquetil-André Darrigade (1957)
- Werelduurrecord: Jacques Anquetil (1956)

### Wegwielrennen
- Olympisch kampioen op de weg: José Beyaert (1948)
- Wereldkampioen op de weg: André Darrigade (1959), Jean Stablinski (1962)
- Frans kampioen op de weg: Jean Stablinski (1960)

#### Klassiekers
- Waalse Pijl: Adolf Braeckeveldt (1937)
- Grote Prijs van Wallonië: Adolf Braeckeveldt (1938, 1939)
- Luik-Bastenaken-Luik: Richard Depoorter (1943)
- GP des Nations: Jacques Anquetil (1956, 1957, 1958, 1961)
- Bordeaux-Parijs: Jean-Marie Cieleska (1958)
- Nice-Genua: Jean Stablinski (1960)

#### Meerdaagse wedstrijden
- Grand Prix du Tour de France: Joseph Goutorbe (1943)
- Parijs-Nice: René Vietto (1935), Jacques Anquetil (1957, 1961)
- Ronde van België: François Neuville (1938), Joseph Somers (1939)

#### Resultaten in grote rondes
- In de ronde van Frankrijk werden merkenploegen pas vanaf 1962 toegelaten. Waardoor renners eerder voor landenteams uitkwamen. Jacques Anquetil won wel driemaal de eindzege als onderdeel van een Franse selectie. Helyett won daarnaast 28 etappezeges met renners in selecties voor de Ronde van Frankrijk.
- In de ronde van Spanje nam Helyett nooit deel maar Jean Stablinski won wel het eindklassement als onderdeel van de Franse nationale ploeg.

| Jaar | Ronde van Italië    | Ronde van Italië                                                                           | Ronde van Frankrijk | Ronde van Frankrijk | Ronde van Spanje   | Ronde van Spanje |
| Jaar | hoogste klassering  | etappewinst                                                                                | hoogste klassering  | etappewinst         | hoogste klassering | etappewinst      |
| ---- | ------------------- | ------------------------------------------------------------------------------------------ | ------------------- | ------------------- | ------------------ | ---------------- |
| 1959 | 2e Jacques Anquetil | 2e, 19e Jacques Anquetil                                                                   | geen deelname       | geen deelname       | geen deelname      | geen deelname    |
| 1960 | 1e Jacques Anquetil | 9b, 14e etappe Jacques Anquetil 13e Jean Stablinski 15e André Darrigade 18e Seamus Elliott | geen deelname       | geen deelname       | geen deelname      | geen deelname    |
| 1961 | 2e Jacques Anquetil | 9e etappe Jacques Anquetil                                                                 | geen deelname       | geen deelname       | geen deelname      | geen deelname    |